# René Grelin
René Grelin (Gigny-sur-Saône, 21 de septiembre de 1942) es un ciclista francés, que fue profesional entre 1969 y 1975.

## Palmarés
- 1970
  - 1º en la Niza-Seillans

### Resultados al Tour de Francia
- 1970. Abandona (19.ª etapa)
- 1971. 81.º de la clasificación general
- 1972. Abandona (16.ª etapa)
- 1973. 26.º de la clasificación general

### Resultados a la Vuelta a España
- 1971. 47.º de la clasificación general